# 반원정책
반원정책은 14세기 중엽, 공민왕이 원의 간섭에서 벗어나기 위해 실시한 정책이며 주요 활동은 아래와 같다
1. 기철을 비롯한 친원파 제거
2. 고려의 내정을 간섭하던 정동행성 축소, 쌍성총관부를 공격하여 철령 이북 땅 되찾음
3. 전민변정도감 설치 (강제로 노비가 된 노비를 양인으로 해방)고려 공민왕

같이보기:고려 공민왕
```
      
노국대장공주
```